# Three-card Monte

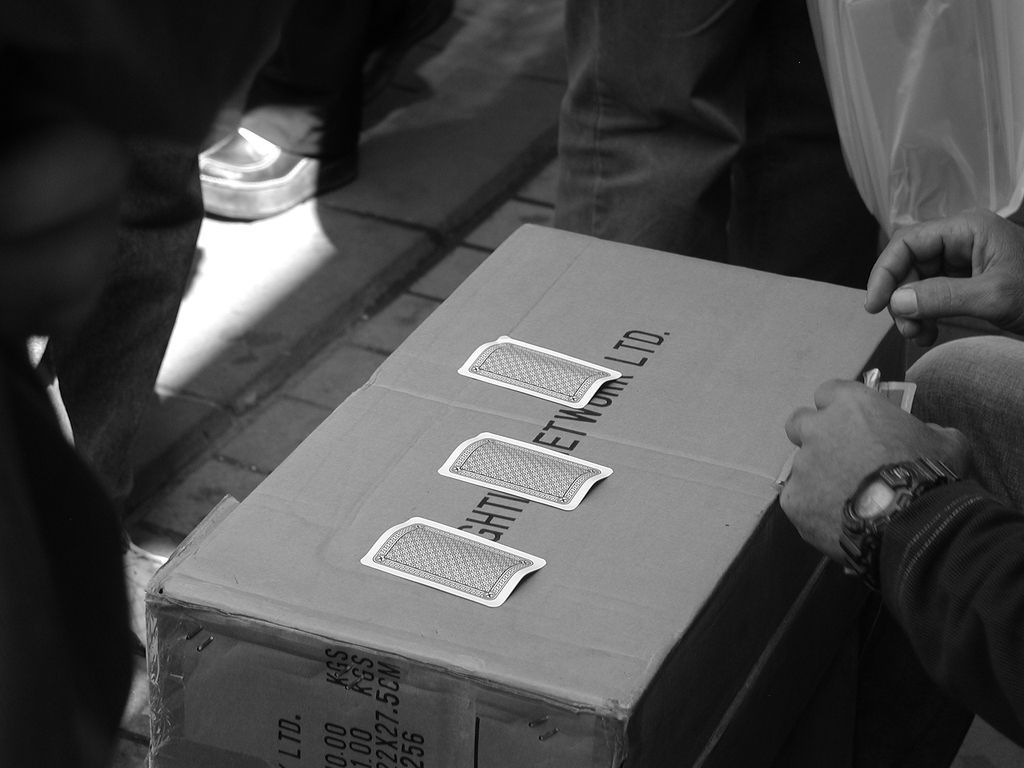
Three-card Monte

Three-card Monte je hazardní karetní hra skořápkového typu. Rozdávající ukáže sázejícímu tři karty, z nichž jedna je vyhrávající (například dvě černé a vyhrávající srdcovou královnu). Pak karty otočí rubem navrch a na stole je zamíchá. Sázející vsadí na tu kartu, která je podle něho vyhrávající. Pokud kartu učí správně, dostane sázku zpět a výhru ve stejné výši. Pokud kartu učí špatně, sázka propadá rozdávajícímu.
Hra se hraje na bazarech, ale také ve vlacích, rekreačních střediscích atp., a často je spojená s podvodným jednáním. Rozdávající podvodník je domluven se svými partnery a provozuje s nimi hru, ve které vyhrávají, až do okamžiku, kdy se náhodný kolemjdoucí rozhodne také hrát ve vidině snadné výhry. Zpočátku také vyhrává, dokud (často na popud partnera rozdávajícího) nezačne sázet větší částky. Podvodný trik spočívá v tom, že rozdávající skryje vyhrávající kartu v dlani nebo v rukávu, a poté, co si sázející vsadí, vrátí vyhrávající kartu na to místo, na které nebylo vsazeno.
Podobné podvodné hry jsou známy již z 15. století.  Za mistra této hry byl považován americký falešný hráč William Jones (1837–1877), zvaný Canada Bill Jones. Tuto hru provozoval i americký gangster Soapy Smith (1860–1898). V mnoha zemích je provozování této hry považováno za trestný čin.